# Kronenburg (stacja metra)
Kronenburg – stacja metra w Amsterdamie, a właściwie przystanek szybkiego tramwaju, położona na linii 51 (pomarańczowej). Została otwarta 1 grudnia 1990. Znajduje się w Amstelveen, na Beneluxbaan, w dzielnicy Kronenburg. Obsługuje również linię nr 5 tramwajów w Amsterdamie.